# Saint-Louis-et-Parahou
Saint-Louis-et-Parahou – miejscowość i gmina we Francji, w regionie Oksytania, w departamencie Aude.
Według danych na rok 1990 gminę zamieszkiwały 42 osoby, a gęstość zaludnienia wynosiła 3 osoby/km² (wśród 1545 gmin Langwedocji-Roussillon Saint-Louis-et-Parahou plasuje się na 858. miejscu pod względem liczby ludności, natomiast pod względem powierzchni na miejscu 569.).